# 36.ª Cumbre del G8
La 36.ª Cumbre del G8 se celebró el 25 y 26 de junio de 2010 en Canadá, en la ciudad Huntsville, en la región de Muskoka (provincia de Ontario). Es la quinta vez que Canadá organiza una cumbre del G8.

## Participantes

### Permanentes

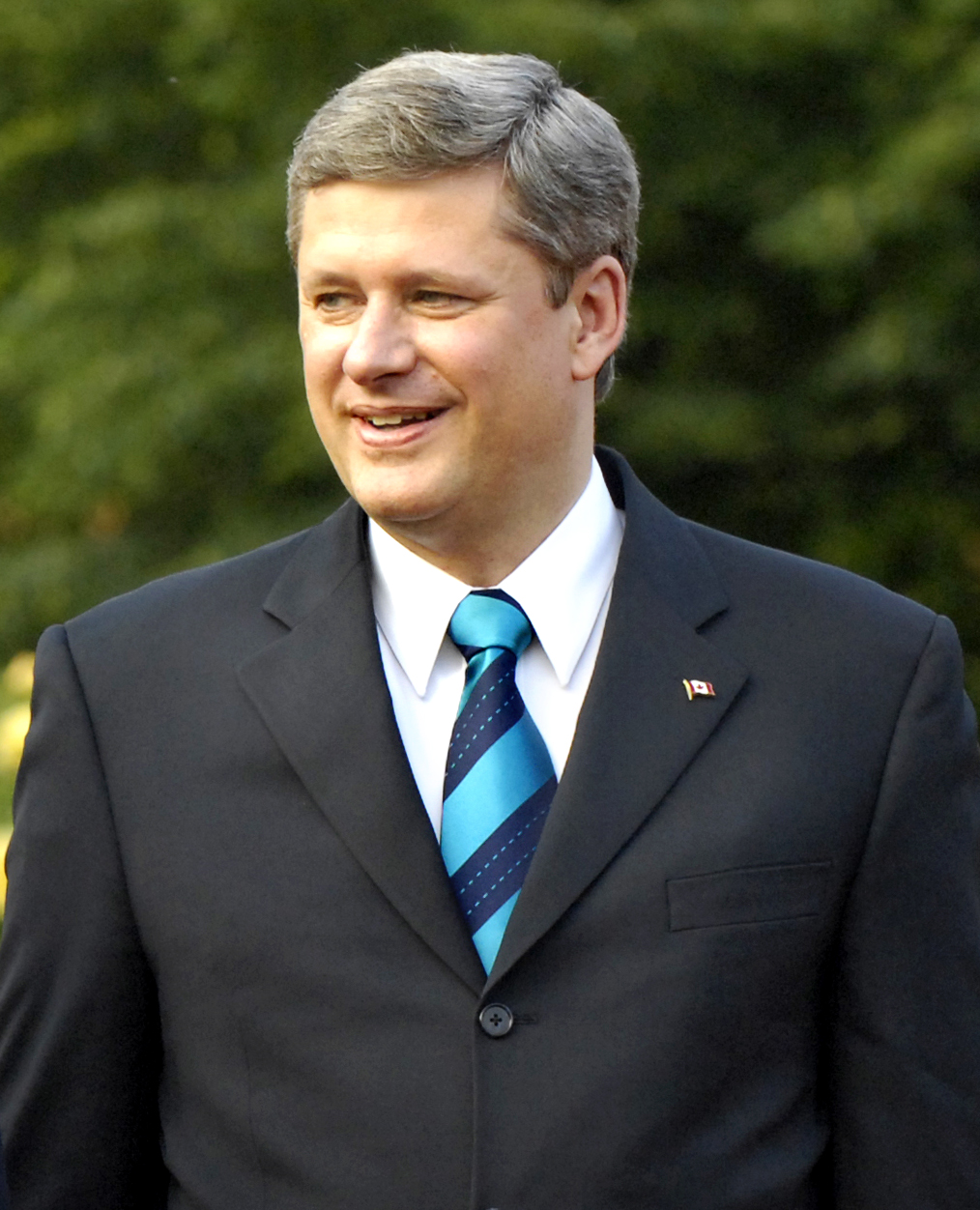
CAN Stephen Harper (anfitrión)
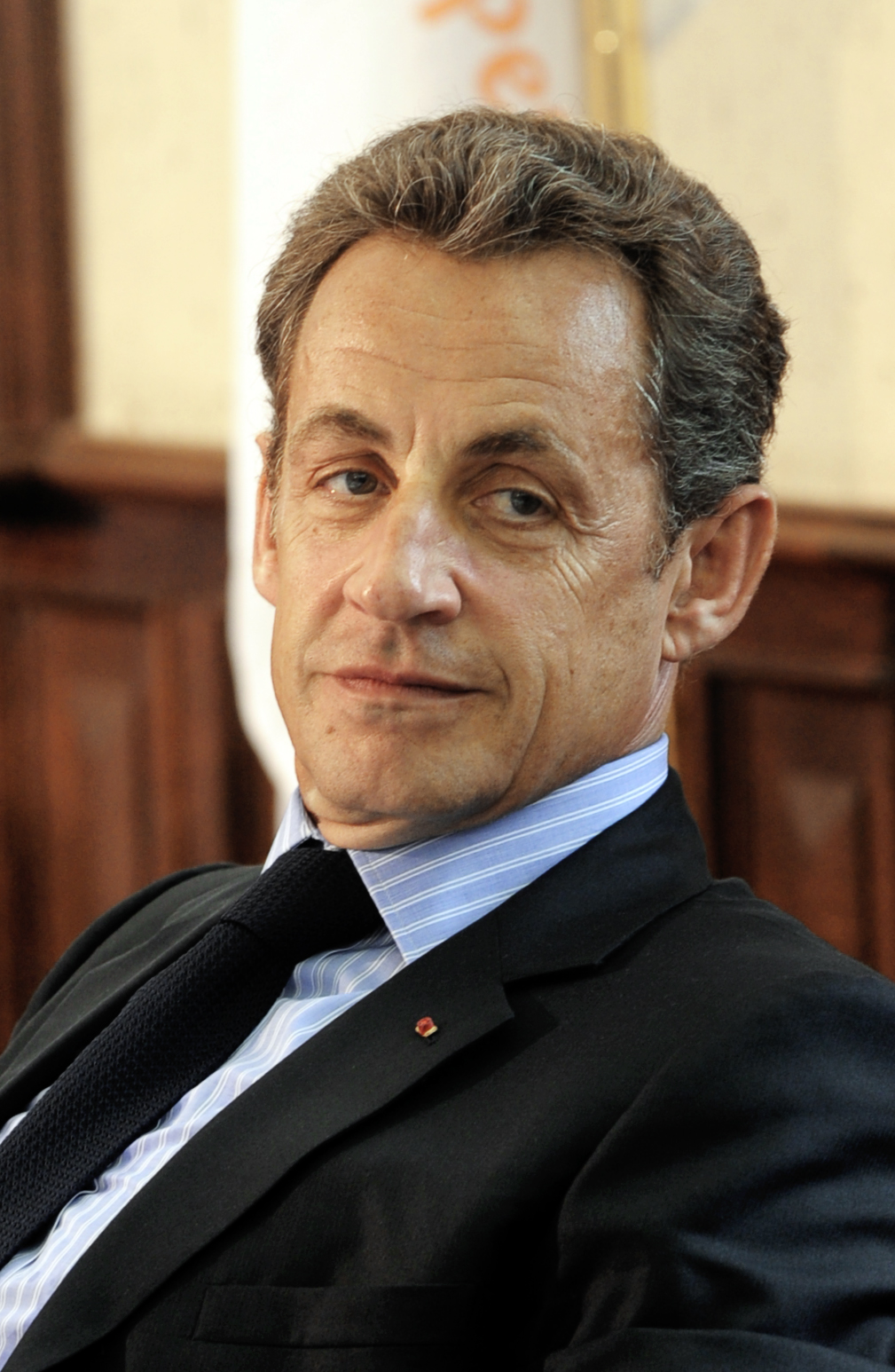
FRA Nicolas Sarkozy
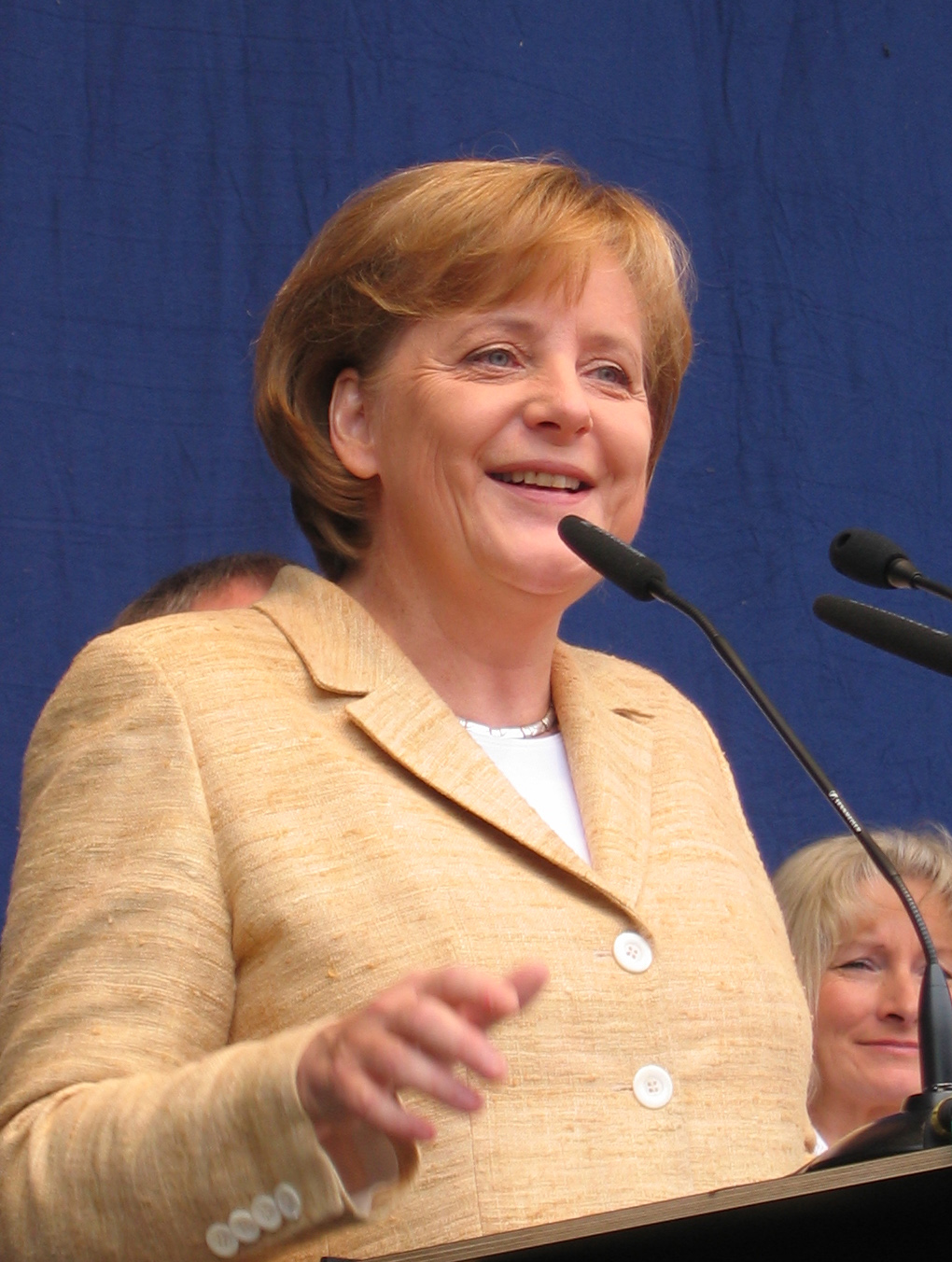
DEU Angela Merkel
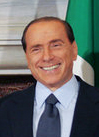
ITA Silvio Berlusconi
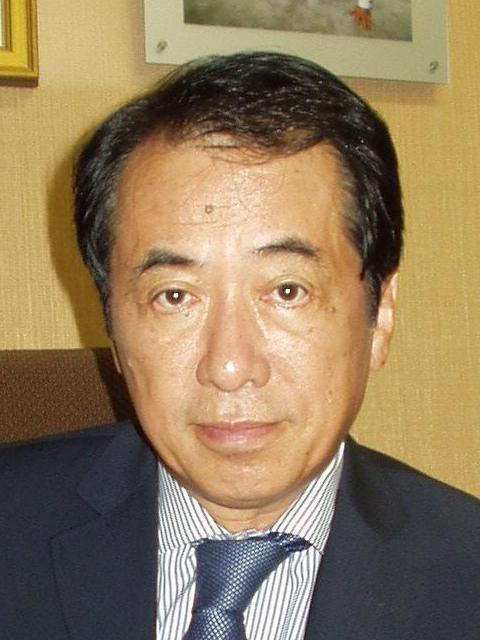
JPN Naoto Kan
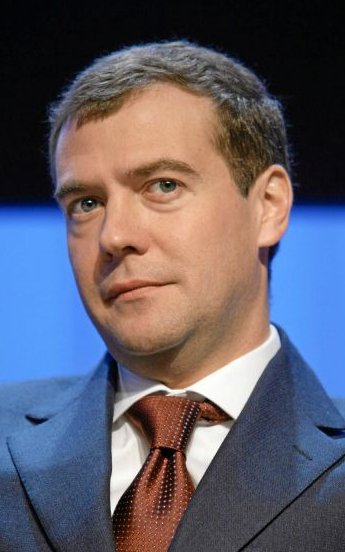
RUS Dmitri Medvédev
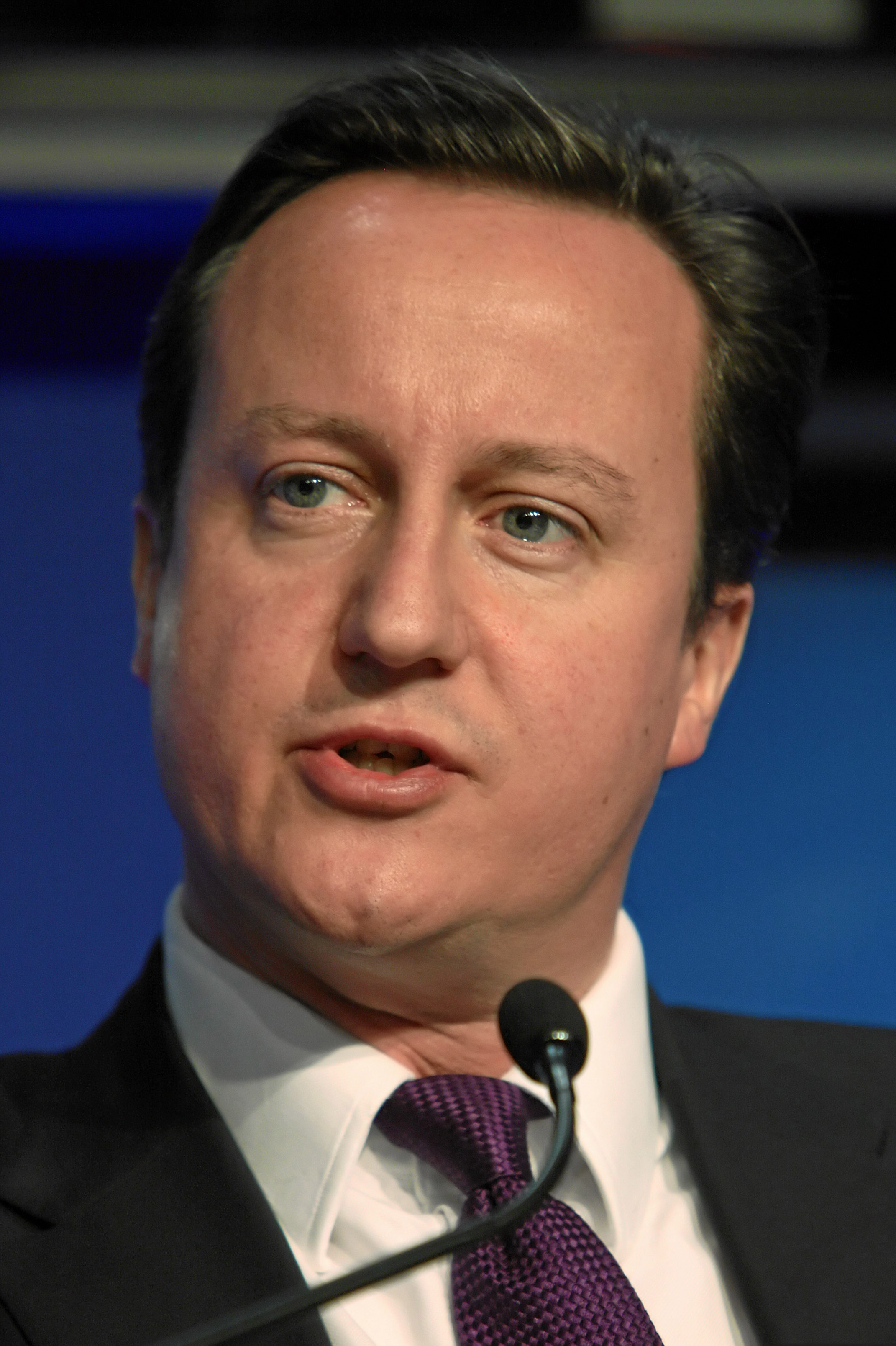
GBR David Cameron
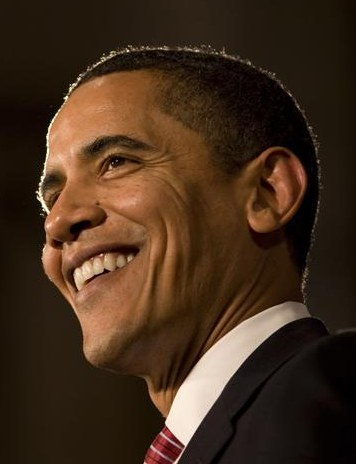
USA Barack Obama

- Canadá
Stephen Harper
(anfitrión)
- Francia
Nicolas Sarkozy
- Alemania
Angela Merkel
- Italia
Silvio Berlusconi
- Japón
Naoto Kan
- Rusia
Dmitri Medvédev
- Reino Unido
David Cameron
- Estados Unidos
Barack Obama

## Preparación y acontecimientos
Las primeras etapas de la cumbre fueron:
- reunión de los ministros de finanzas, 5 y 6 de febrero de 2010 en Iqaluit (Nunavut)
- reunión de los ministros de asuntos extranjeros los 29 y 30 de marzo de 2010 en Château Cartier en Gatineau (Quebec).
- reunión de los ministros del desarrollo, 27 y 28 de mayo de 2010, en Halifax (Nueva Escocia).[3]

### Sesión con líderes africanos
El 25 de junio, antes de la sesión oficial con los ocho líderes miembros, los líderes del G-8 participaron en una sesión con líderes africanos que se amplió después con la presencia de los dirigentes de Colombia, Jamaica y Haití para tratar sobre el narcotráfico entre África y América Latina.
Canadá, que presidió este año la cumbre de los países más industrializados del mundo, ha incluido por primera vez en la historia del grupo una sesión en la que participaron esos tres países de América para conocer de primera mano los problemas que la criminalidad organizada supone para los países latinoamericanos y caribeños.
El presidente colombiano, Álvaro Uribe Vélez, solicitó a los líderes del G-8 que mantengan su apoyo a Bogotá en la lucha contra el narcotráfico y las organizaciones terroristas, y afirmó que Colombia ha avanzado mucho en los últimos años pero sigue necesitando el apoyo de los Gobiernos occidentales para luchar contra las organizaciones criminales.

## Temas y decisiones
Los principales temas de la cumbre fueron el desarrollo y la seguridad. El tema oficial de la cumbre fue «liderazgo para el desarrollo, la paz y la seguridad».
En cuanto al desarrollo, la mayor preocupación de esa cumbre fue la salud de las madres, de los recién nacidos y niños de baja edad. El desafío era mejorar la salud de esta categoría de personas y reducir sus tasas de mortalidad con mayores ayudas financieras de parte de los gobiernos de los países ricos y con la intervención de organizaciones no gubernamentales y fundaciones privadas. El grupo de los ocho se comprometió a incrementar en los próximos cinco años en 5.000 millones de dólares las ayudas para mejorar la atención sanitaria a las madres en países en desarrollo.
La seguridad alimentaria y fue otra prioridad de la cumbre, con la aplicación de los compromisos hechos durante la 35.ª Cumbre del G8 en L'Aquila. Otra tema fue la situación política y económica del continente africano.
Por fin, la cuestiones de seguridad mundial, fueron en el centro de las discusiones, con resoluciones para asegurar la no proliferación de armas (particularmente con las amenazas nuclearias en Irán y Corea del Norte), preservar la paz en regiones de conflicto (en Afganistán y Pakistán) y luchar contra el terrorismo, el crimen organizado y el tráfico de droga.

## Documentos
Declaración oficial de la cumbre (inglés)

## Enlaces
- sitio web del G8 de Muskoka
- página de la cumbre en el sitio web de la provincia Ontario
- página de la cumbre en el sitio web de la ciudad de Huntsville
- sitio web de la seguridad de la cumbre

- Datos: Q1484491
- Multimedia: 36th G8 summit / Q1484491